# Koeleria mendocinensis
Koeleria mendocinensis là một loài thực vật có hoa trong họ Hòa thảo. Loài này được (Hauman) Calderon ex Nicora mô tả khoa học đầu tiên năm 1978.